# 빌리 해처
윌리엄 오거스터스 해처(William Augustus Hatcher, 1960년 10월 4일 ~ )는 시카고 컵스, 휴스턴 애스트로스, 피츠버그 파이리츠, 신시내티 레즈, 보스턴 레드삭스, 필라델피아 필리스와 텍사스 레인저스를 위해 전 메이저 리그 베이스볼 좌익수 및 중견수이며, 현 마이애미 말린스의 1루 코치를 맡고 있다.

## 메이저 리그 베이스볼 이전의 경력
1979년 해처는 자신이 주니어로서 11회의 무안타 경기를 투구한 애리조나주 윌리엄스의 윌리엄스 고등학교를 졸업하였다. 그러고나서 그는 자신이 주니어 칼리지 올아메리카 선발 선수이던 프레스콧에 있는 야바파이 커뮤니티 칼리지를 위하여 활약하였다.

## 프로 선수 경력
해처는 1981년 1월 메이저 리그 베이스볼 드래프트의 6번째 라운드에서 컵스에 의하여 드래프트되었다. 그는 컵스의 마이너 리그 시스템을 통하여 빠르게 자라나 1984년 메이저 리그 클럽으로 후기 시즌의 소집을 받기 전에 각각의 마이너 리그 수준에서 정확히 하나의 시즌을 활약하였다. 그는 스티브 엥겔과 제리 멈프리와 함께 애스트로스로 이적되기 전에 1985년 시즌 동안 AAA와 컵스 사이에 시간을 나누었다.
해처는 다음 3분의 반 시즌을 위하여 애스트로스의 좌익수가 되고, 1986년 뉴욕 메츠의 제시 오로스코를 상대로 애스트로스의 내셔널 리그 챔피언십 시리즈 6번째 경기의 14회에서 가장 드라마적 공식 이후의 시즌 홈런들 중의 하나를 쳐서 애스트로스 팬들에 의하여 기억된다.
해처는 자신이 16개의 경기 연전 안타와 함께 시즌을 열은 1987년에 자신의 최고 통계적인 시즌을 가지고 안타에서 애스트로스를 이끌고 53개의 도루, 11개의 홈런과 63 타점에서 경력 최고의 기록을 가졌다. 그의 가장 미덥지 않은 성과가 그 시즌에 온 것은 물론, 코르크 방망이로 10개의 경기 출전 정지를 받았다. 해처는 후에 구원 투수 데이브 스미스로부터 방망이를 빌렸다고 설명하였다. 그는 분쟁으로 이끈 경기들에서 자신 소유의 코르크를 뺀 방망이를 부수었고 자신의 무죄를 지속적으로 유지하였다.
1989년 시즌의 말기에 가까이 분투하는 애스트로스는 글렌 윌슨을 위하여 해처를 파이리츠로 이적시켰다. 그는 제프 리처드슨과 마이크 로슬러를 위하여 레즈로 이적되기 전에 파이리츠를 위하여 27개의 경기 만을 활약하였다. 해처는 1990년 레즈가 자신들의 가까이 우승기 득점을 경쟁하는 동안에 팀을 위한 추억적 시즌을 가졌다. 8월 21일 그는 하나의 경기에서 4개의 2루타와 함께 컵스를 상대로 메이저 리그 기록을 동점매겼다. 그는 시즌에 .997의 수비 퍼신티지에서 내셔널 리그 외야수들을 지도하는 데 끝냈다.
그의 최고 안타 경연 경력은 1990년 전직 챔피언 오클랜드 애슬레틱스를 상대로 한 월드 시리즈에서 왔다. 그해의 공식 이후의 시즌 동안에 그는 월드 시리즈의 4회 경기에서 .750의 월드 시리즈 기록을 포함하여 .519의 전체를 쳤다. 이 일은 이전에 베이브 루스에 의하여 보유된 월드 시리즈의 62년 기록을 깼다. 해처는 또한 7개의 시르즈에서 가장 많은 연속적 안타와 4개의 경기 시리즈에서 가장 많은 2루타를 위한 기록들을 세우기도 하였다. 자신의 열렬한 안타에 불구하고 그는 자신의 거의 완벽한 시리즈를 가진 레즈의 투수 호세 리호에게 간 시리즈의 MVP 선수로 임명되지 않았다. 해처는 14개의 경기들에서 주목할 만 할 .404의 공식 이후의 시즌 안타와 함께 자신의 경력을 끝냈다.
해처는 1992년 시즌의 중순에 톰 볼튼을 위하여 레드 삭스로 이적되고 레드 삭스와 함께 그 시즌의 8월 3일 토론토 블루제이스의 후안 구스만을 상대로 도루하였다. 그는 1995년 시즌에 이어 은퇴하기 전 필리스와 레인저스의 예비 선수로서 자신의 경력을 끝내기 전에 1993년 시즌을 위하여 레드삭스의 중견수에서 출발 선수였다.
전체로 봐서 그는 메이저 리그에서 12개의 시즌들에서 활약하였다. 그는 1233개의 경기들에서 .264의 경력 타구 평균과 함께 자신의 경력을 마쳤다.

## 코치 경력
2015년 해처는 레즈와 함께 메이저 리그 코치로서 자신의 10번째 시즌으로 들어갔다. 그는 1루, 외야수와 주자 코치로 일하였다. 레즈에 가입하는 데 앞서 그는 탬파베이 데블 레이스에서 자신의 10개의 시즌들을 보내며, 처음에 마이너 리그 순회 강사로 그러고나서 1997년 플로리다 주립 리그 챔피언 세인트피터스버그를 위하여 마이너 리그 코치로 지냈다. 그는 다음 8개의 시즌들을 1루 코치(1998 ~ 99, 2003 ~ 05), 벤치 코치(2001 ~ 2002)와 3루 코치(2000)로서 레이스의 메이저 리그 코치 직원(1998 ~ 2005)의 일원으로 지냈다. 그는 클럽의 첫 8년 존재의 각각에서 레이스를 위하여 일한 단 하나의 코치를 지낸 우수성을 보유하고 있다.
2016년 시즌을 위하여 그는 그는 1루 코치에서 3루 코치로 전향할 예정이다.